# Лахорская крепость
Шахи-кила — архитектурно-исторический комплекс в сердце пакистанского города Лахор, признанный в 1981 г. памятником Всемирного наследия. Лахорская крепость Акбара Великого имеет в плане форму трапеции и занимает площадь в 20 га.

## История
По-видимому, первая царская резиденция на берегу Рави была построена для Мухаммада Гури из рода Гуридов в конце XII века. Эта крепость привлекала внимание чужеземных завоевателей и многократно разрушалась, так как в этом стратегически расположенном пункте пересекались пути между Персией, Мавераннахром, Тибетом и Индией.
Нынешняя Лахорская крепость из обожжённого кирпича и красного песчаника была заложена могольским императором Акбаром. Джахангир продолжил строительные начинания своего отца, завершив северный двор в 1617—1618 гг. При нём же в 1614—1625 гг. были украшены северная и северо-западная стены крепости. Шах-Джахан, прославившийся постройкой Тадж-Махала, родился в Лахорской цитадели и потому был особенно привязан к ней. При нём Ших-кила превращается из фортификационного сооружения в дворцовое. Построенные для Шах-Джахана «зеркальный дворец» и «зал для аудиенций» по пышности декора ничем не уступали дворцовым чертогам в Агре и Дели.
После падения Моголов Шах-кила постепенно приходит в упадок. В начале XIX века крепость служила резиденцией сикхского правителя Ранджит Сингха. В 1846 г. перешла в руки англичан, которые сначала (в 1849) обновили её укрепления, а затем (в 1927 г.) срыли значительную их часть. Блистательные дворцовые сооружения быстро пришли в запустение и стали разрушаться. В середине XX века Лахорский форт был поставлен на охрану и с тех пор стал объектом пристального внимания местных искусствоведов.

## Памятники
За крепостными стенами, внутрь которых ведут парадные ворота Аламгири (архитектурный символ Лахора — постройка времён Аурангзеба), находятся шедевры могольской архитектуры — Зеркальный дворец и Жемчужная мечеть, строившиеся в середине XVII века для Шах-Джахана с применением экзотических для Индии привозных материалов — таких, как алеппское стекло.
Под охраной ЮНЕСКО, помимо самой крепости, находятся и сады Шалимара, разбитые по приказу Шах-Джахана в 1641-42 гг. Они простираются на территории в 16 га вдоль т. н. царского канала. В непосредственной близости от крепости лежат ещё несколько выдающихся памятников могольской архитектуры — монументальная «царская мечеть» (Бадшахи) и садовый комплекс Хазури-Багх.

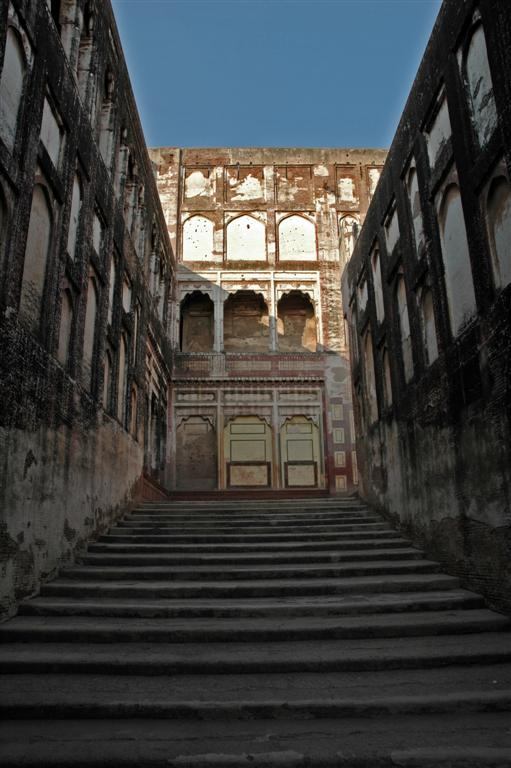
Лестница для слонов
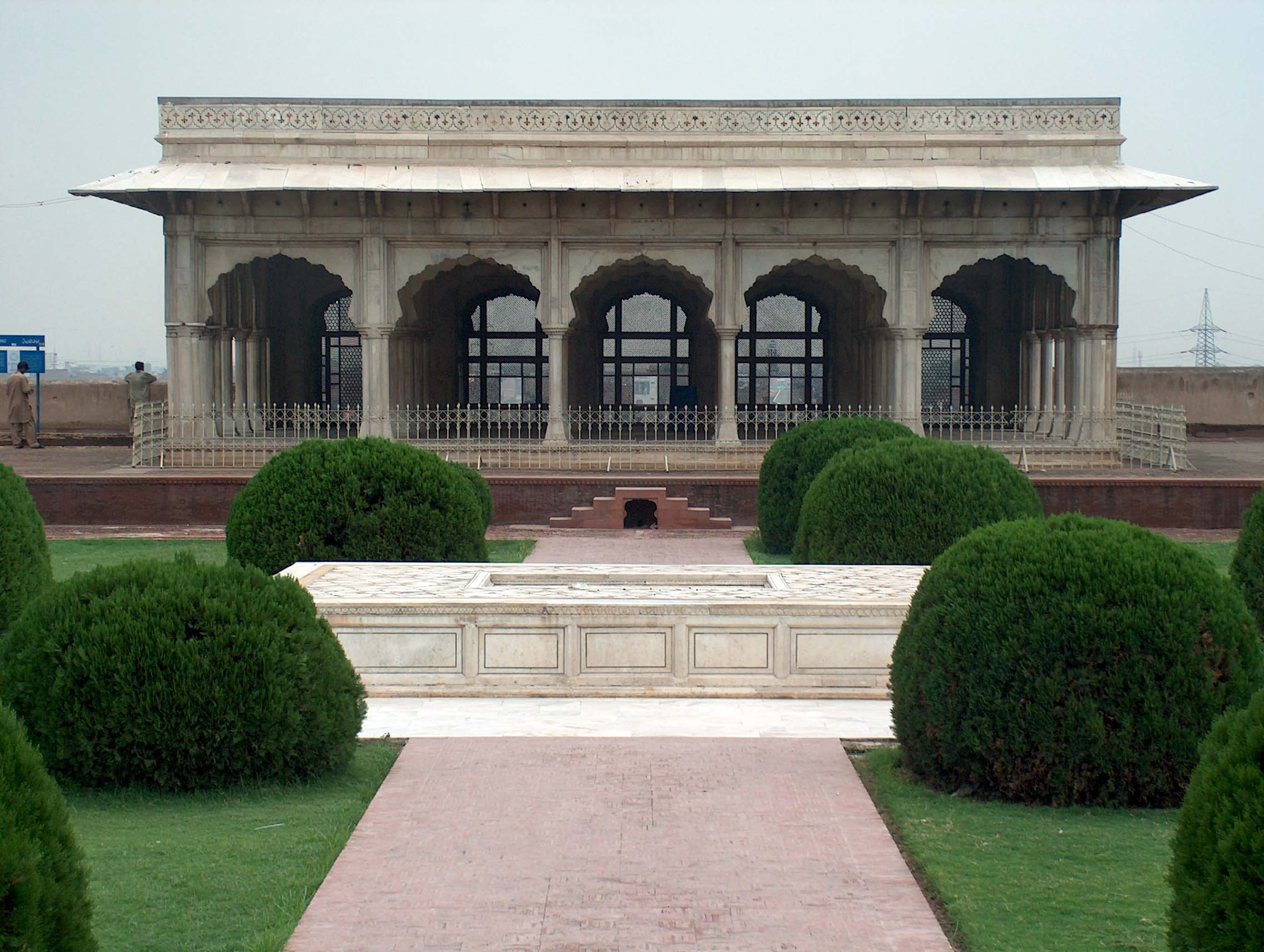
Зал аудиенций
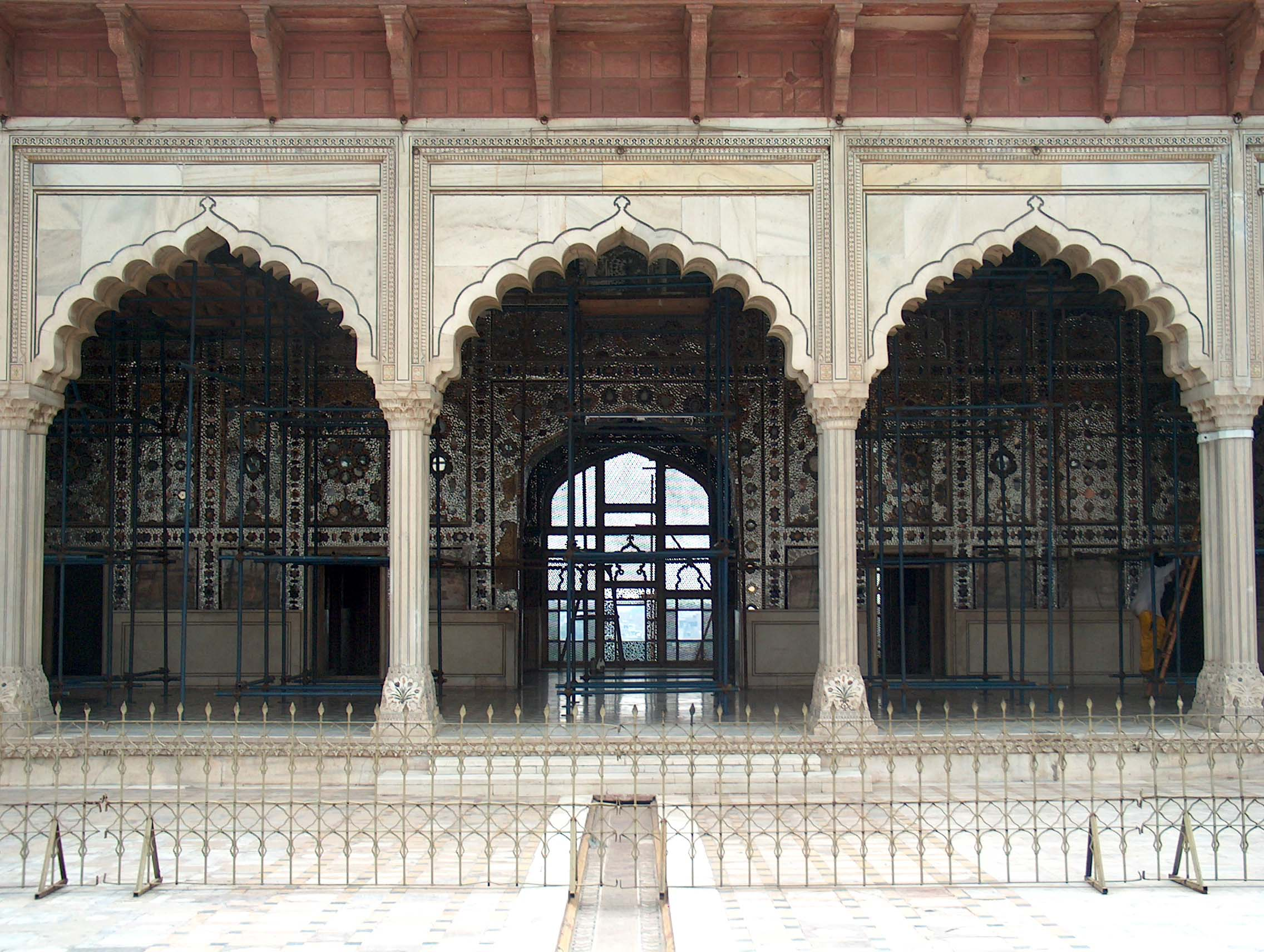
Дворец Шиш-Махал
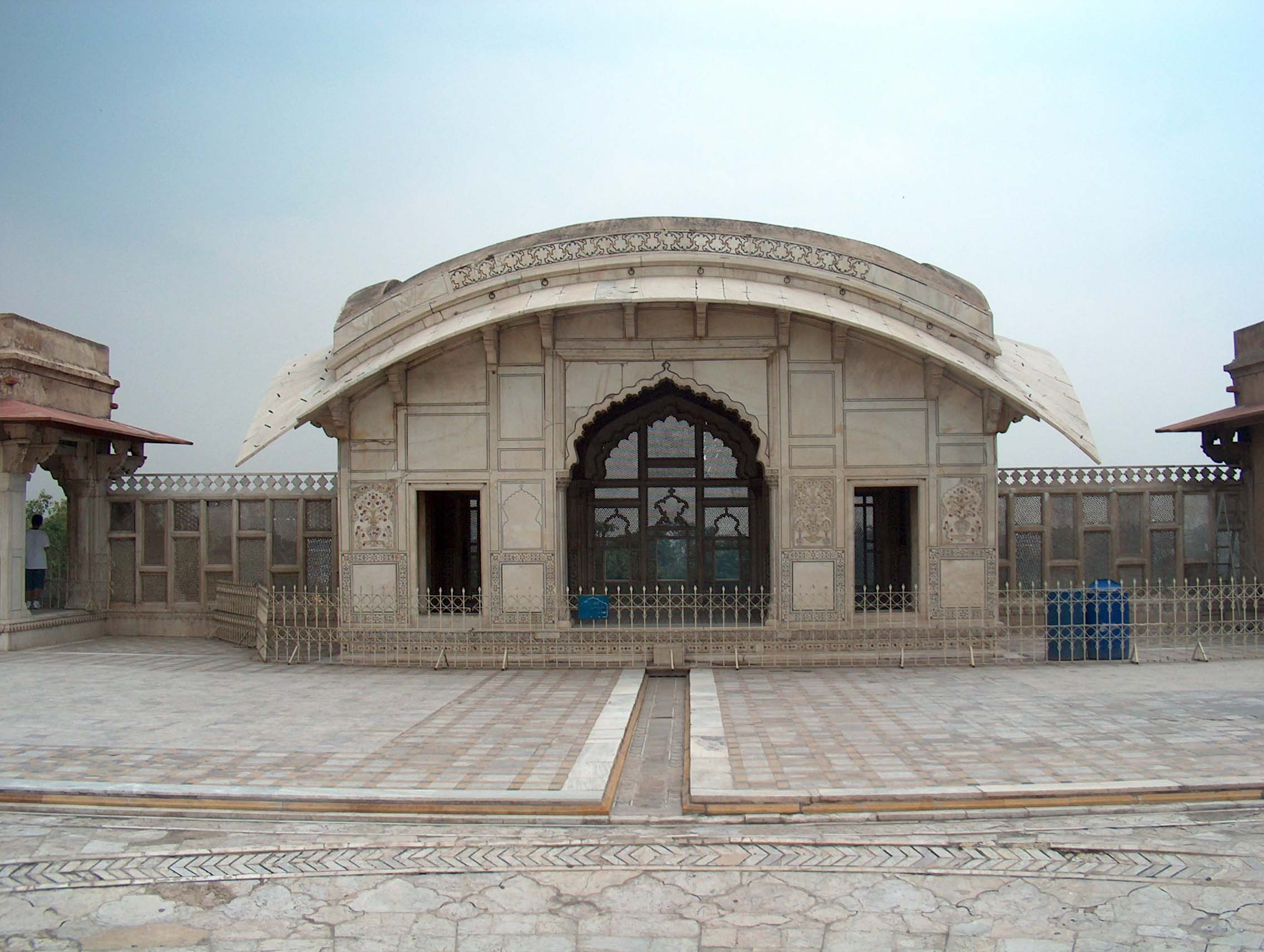
Мраморный павильон Шах-Джахана